# Strazhitsa
Strazhitsa (en búlgaro, Стражица) es una ciudad de Bulgaria situada en el municipio homónimo, en la provincia de Veliko Tarnovo. Tiene una población estimada, a mediados de septiembre de 2023, de 5086 habitantes.

## Demografía
|         | 2004 | 2005 | 2006 | 2007 | 2008 | 2009 | 2010 | 2023 |
| Mujeres | 2670 | 2665 | 2640 | 2638 | 2619 | 2626 | 2587 | n/d  |
| Varones | 2606 | 2604 | 2577 | 2559 | 2557 | 2544 | 2498 | n/d  |
| Total   | 5276 | 5269 | 5217 | 5197 | 5176 | 5170 | 5085 | 5086 |